# 社会主义行动 (英国)
社会主义行动（英語：Socialist Action）是英国的一个小型托洛茨基主义组织。1982年，第四国际英国分支革命马克思主义团体采取“打入主义”战略进入工党，改组为社会主义联盟。1983年3月16日，社会主义联盟主办的刊物《社会主义行动》面世。后来，“社会主义行动”逐渐成为该组织的通称。
1980年代中后期，该组织发生了两次分裂，先后分裂出国际团体（后与社会主义团体合并为国际社会主义团体）和共产主义联盟。
在1991年第四国际世界大会上，该组织和国际社会主义团体被给予在第四国际中的同等地位。1995年，国际社会主义团体取代该组织成为第四国际英国支部。
早在1985年，该组织便与肯·利文斯通有来往。利文斯通后来担任伦敦市长时，他的重要顾问中有几位就出身于社会主义行动。